# Lijst van afleveringen van Klaas kan alles (seizoen 7)
Dit is een lijst van afleveringen van Klaas kan alles van seizoen 7. In de schema's staan de opdrachten weergegeven, het resultaat en notities.

## Afleveringen

### Aflevering 1
Uitzenddatum: 4 september 2021
| Item                                                           | Geslaagd? | Notities |
| -------------------------------------------------------------- | --------- | --- |
| Bijna onmogelijke missie: burgemeester worden.                 | Ja        | Als Klaas er na een bezoek aan burgemeester Hubert Bruls van Nijmegen achterkomt dat het hem niet via de normale weg zou lukken burgemeester te worden, besloot hij het over een andere boeg te gooien. Met hulp van een ethisch hacker probeerde hij binnen te breken in het computersysteem van de gemeente Velsen om zich op de website te kunnen aankondigen als nieuwe burgemeester. Na een aanvankelijk mislukte poging slaagde de hacker er later alsnog in om de aankondiging op de website te krijgen. In zijn hoedanigheid als burgemeester gaf hij een interview aan de lokale omroep RTV Seaport alvorens zijn burgemeesterschap daarna weer over te dragen aan de eigenlijke burgemeester Frank Dales. |
| Duel tegen BN'er: elektrische motorrace tegen Juvat Westendorp | Nee       | In het eerste duel van dit seizoen reed Klaas een race op een nieuw ontwikkelde elektrische motorfiets. Na een oefening reden Klaas en Westendorp allebei een ronde over een racecircuit. Klaas had een tijd van 2'04" minuten, waar Westendorp 1'31" seconden klokte. |
| Bijzonder beroep: antiquair                                    | Ja        | Bij deze opdracht liep Klaas een dag mee met een antiquair. Hij kreeg de opdracht om een schilderij van Lodewijk Johannes Kleijn voor zo veel mogelijk geld te verkopen, maar voor een minimumbedrag van € 25.000,–. Dit lukte hem; hij wist er een bedrag van € 25.500,– uit te persen. |

### Aflevering 2
Uitzenddatum: 11 september 2021
| Item                                                         | Geslaagd? | Notities |
| ------------------------------------------------------------ | --------- | --- |
| Bijna onmogelijke missie: pizza warm bezorgen op een eiland. | Ja        | Zonder gebruik te maken van een isolatietas en met slechts één voertuig moest Klaas een pizza bezorgen bij een klant, die echter wel op een eiland bleek te zitten. Het eerste voertuig dat Klaas probeerde, was een snelle auto waarmee hij tot de waterkant kon komen. Hij leverde de pizza af op het eiland met een board, maar hij bleek nat te zijn geworden en te veel te zijn afgekoeld. Een nieuwe poging deed Klaas met een BISKI. Dit amfibievoertuig was een quad die kon transformeren in een jetski. Daarmee lukte het wel om de pizza warm af te leveren. |
| Duel tegen BN'er: Virtual reality tekenen tegen Lakshmi      | Nee       | Klaas en Lakshmi gingen een driedimensionaal kunstwerk maken in virtual reality met als thema de stad van de toekomst. Daarvoor droegen ze beiden een vr-headset en gebruikten ze controllers waarmee ze van alles konden aanbrengen in hun kunstwerk. Dit werd met een speciale camera opgenomen tegen een chromakey-wand, zodat ook de kijker kon zien wat ze maakten. Na een halfuur tekenen werd Lakshmi uiteindelijk tot winnaar uitgeroepen. |
| Bijzonder beroep: saunameester                               | Ja        | Klaas liep een dag mee met een saunameester. Samen verzorgden ze een opgietshow in een sauna. Klaas slaagde. |

### Aflevering 3
Uitzenddatum: 18 september 2021
| Item                                                                         | Geslaagd? | Notities |
| ---------------------------------------------------------------------------- | --------- | --- |
| Bijna onmogelijke missie: Joris Bijdendijk verrassen met vernieuwend gerecht | Ja        | Klaas begon zijn missie eerst door mee te kijken in de keuken van de sterrenchef. Realiserend dat hij echt met iets goeds op de proppen moest komen om hem daadwerkelijk te verrassen, ging Klaas op bezoek bij twee wetenschappers op de universiteit van Wageningen. Daar maakten ze plantaardig vlees en room. Dit nam Klaas mee om een gerecht klaar te maken voor Joris Bijdendijk. Met nog de nodige hulp van een professional culinair om het bord goed op te maken werd de sterrenchef goed verrast. |
| Duel tegen BN'er: HADO tegen Jim Bakkum                                      | Ja        | In dit duel nam Klaas het op tegen artiest Jim Bakkum. Ze deden een ronde in het HADO, een augmented reality-videogame waarin de beide mannen elkaar binnen 80 seconden zo vaak mogelijk moesten uitschakelen met energieballen. Klaas versloeg Bakkum met twee uitschakelingen tegen één. |
| Bijzonder beroep: innovatiemanager brandweer                                 | Ja        | Klaas ging voor één dag aan de slag als innovatiemanager bij de brandweer. Hij moest een brand blussen met verschillende nieuwe technieken. Deze technieken waren een blusrobot en een drone die schadelijke gassen kon meten. Klaas slaagde. |

### Aflevering 4
Uitzenddatum: 25 september 2021
In deze aflevering zat geen duel.
| Item                                                               | Geslaagd? | Notities |
| ------------------------------------------------------------------ | --------- | --- |
| Bijna onmogelijke missie: een schip van 80 meter de haven in varen | Ja        | Deze missie begon bij het Binnenvaartmuseum in Dordrecht. Hier oefende Klaas met het varen van een klein schip. Vervolgens reisde hij naar Vlissingen om op een speciale simulator te oefenen om een schip van 80 meter lang te varen. Om uiteindelijk het echte schip de Vlissingse haven binnen te varen, werd Klaas hier met een kleine boot heen gebracht. Eenmaal aangekomen nam hij vervolgens daadwerkelijk zelf plaats in de stuurhut. Hij slaagde er daadwerkelijk in het schip af te meren. |
| Bijzonder beroep: wadloopgids                                      | Ja        | Klaas reisde af naar het waddengebied om daar twee dagen te werken als wadloopgids. Op de eerste dag werd hij klaargestoomd door een professionele wadloopgids. De volgende dag moest hij een dag een gezin begeleiden op het wad. Hij slaagde. |

### Aflevering 5
Uitzenddatum: 2 oktober 2021
| Item                                                                   | Geslaagd? | Notities |
| ---------------------------------------------------------------------- | --------- | --- |
| Bijna onmogelijke missie: hondenwedstrijd winnen met ongetrainde hond. | Nee       | Toen Klaas duidelijk werd dat het met een echte hond zeker twee jaar zou duren voor hij goed getraind was, besloot hij het over een andere boeg te gooien. Daarvoor ging hij aan de slag met een robothond. Deze bleek echter bijzonder slecht te presteren op het uitgezette parcours. Hij bleek alleen over de brug te kunnen lopen. De rest van de hindernissen kon hij niet herkennen, zodat hij die niet kon nemen. Klaas eindigde hierdoor de wedstrijd met de poedelprijs(hij eindigde als laatste). |
| Duel tegen BN'er: elektrisch waterfietsen tegen Frank van der Lende    | Nee       | Klaas en Van der Lende probeerden vooruit te komen op een elektrische waterfiets. Beide heren bleken grote moeite te hebben om op het apparaat vooruit te komen en überhaupt boven water te blijven. Uiteindelijk was het Van der Lende die als winnaar uit de bus kwam. |
| Bijzonder beroep: aerial yogadocent                                    | Ja        | In het bijzondere beroep ging Klaas aan de slag als aerial yogadocent. Na een oefening van een professional moest de presentator een klas begeleiden bij een sessie aan zee. Het kostte hem moeite, maar hij slaagde wel. |

### Aflevering 6
Uitzenddatum: 9 oktober 2021
| Item                                                                                          | Geslaagd? | Notities |
| --------------------------------------------------------------------------------------------- | --------- | --- |
| Bijna onmogelijke missie: luchtfoto maken van 140 hectare grond zonder brandstof te gebruiken | Ja        | Klaas kreeg de opdracht om een luchtfoto te maken van 140 hectare land rondom Paleis Het Loo. De moeilijkheid was echter dat hij geen brandstof mocht gebruiken, waardoor een vliegtuig op dat moment geen optie leek te zijn. Het eerste idee, een drone, bleek daarnaast sowieso ook geen optie aangezien deze niet hoog genoeg kon komen. Hierop werd de focus toch op vliegtuigen gelegd. Eerst volgde Klaas een cursus luchtfotografie in een vliegtuig, waarbij hij met camera uit het raam fotografeerde. De missie slaagde hier echter niet mee, vanzelfsprekend omdat het hiervoor gebruikte vliegtuig brandstof verbruikte. Een elektrisch vliegtuig echter zou dit niet doen en dus ging Klaas hiermee nogmaals de lucht in om de gevraagde luchtfoto te nemen. Ditmaal werd er een kleine camera onder de onderkant gehangen die hij vanuit het vliegtuig op afstand een foto kon laten nemen. Hiermee wist hij de missie tot een goed einde te brengen. |
| Duel tegen BN'er: rondleiding geven tegen Annabelle Zandbergen                                | Ja        | Klaas en Zandbergen gaven een groep Arabische toeristen een rondleiding door de Keukenhof. Ze gebruikten een vertaalapp om zichzelf verstaanbaar te maken. Deze voerde de vertalingen van tijd tot tijd echter zeer gebrekkig uit, wat verschillende malen voor hilarische situaties zorgde. Uiteindelijk kwam Klaas als winnaar uit de bus. |
| Bijzonder beroep: alpenkaasboer                                                               | Ja        | Klaas reisde af naar Zwitserland om een dag te werken bij een kaasboer in de bergen. Ze melkten koeien en maakten op de traditionele manier kaas. Klaas slaagde voor zijn missie en kreeg als bedankje een kaas mee naar huis. |

### Aflevering 7
Uitzenddatum: 16 oktober 2021
In deze aflevering zat geen duel.
| Item                                                | Geslaagd? | Notities |
| --------------------------------------------------- | --------- | --- |
| Bijna onmogelijke missie: klimmen als Spiderman 2.0 | Ja        | Deze missie was een vervolg op een eerdere missie uit seizoen 1. Eerst ging hij naar Naturalis voor een ontmoeting met bioloog Auke-Florian Hiemstra. Hij toonde hoe sommige kleine dieren konden klimmen door middel van haartjes op hun poten. Dit zou voor Klaas echter niet werken. Als tweede ging hij naar een trucagestudio om een filmscène op te nemen tegen een chromakey-wand. De uitsmijter van deze aflevering was echter een paraboolvlucht die Klaas meemaakte in een Zero-G vliegtuig(Vomit Comet) van de ESA. In de momenten van gewichtsloosheid lukte het hem om tegen de zijwand en het plafond van het vliegtuig op te klimmen. |
| Bijzonder beroep: alphoornblazer                    | Ja        | Om dit beroep uit te proberen, reisde Klaas naar Zwitserland. Na een serie oefeningen mocht hij daadwerkelijk een stuk meespelen met een alphoorngroep. Klaas slaagde in zijn missie. |

### Aflevering 8
Uitzenddatum: 23 oktober 2021
| Item                                                                | Geslaagd? | Notities |
| ------------------------------------------------------------------- | --------- | --- |
| Bijna onmogelijke missie: 10 seconden op een golf surfen zonder zee | Ja        | Klaas begon zijn missie op het strand van Scheveningen. Hij leerde de basis van het surfen door te staan op een surfplank. Later reisde hij af naar een locatie waar hij kon flowboarden. Hij kon 10 seconden op zijn surfplank blijven staan, maar een echte golf werd hier niet gecreëerd. De oplossing van deze missie lag in Zwitserland, waar een surfbad was geopend. Hier kon Klaas op een echte golf, zonder de zee, surfen. Toen hij er hier in slaagde om 10 seconden op zijn plank te staan, was de missie geslaagd. |
| Duel tegen BN'er: tatoeëren tegen Igmar Felicia                     | Ja        | In een tattooshop ging Klaas het duel tegen Felicia aan in tatoeëren. Als gadget werd een speciale tattoo-printer gebruikt. Op een tablet maakten Klaas en Felicia een ontwerp dat vervolgens op de armen van een echte klant werd geprint. Klaas won het duel. |
| Bijzonder beroep: motion capture-danser                             | Ja        | Voor het bijzondere beroep van deze week ging Klaas aan de slag bij het dansgezelschap Another Kind of Blue. Dankzij een serie markers op het motion capture-kostuum dat hij droeg zou hij een serie drones besturen. Hij slaagde voor zijn missie. |

### Aflevering 9
Uitzenddatum: 30 oktober 2021
In deze aflevering zat geen bijzonder beroep.
| Item                                                                    | Geslaagd? | Notities |
| ----------------------------------------------------------------------- | --------- | --- |
| Bijna onmogelijke missie: binnen 60 uur de schat van de Caraïben vinden | Ja        | Voor deze missie reisde Klaas af naar Curaçao. Hij reisde over het hele eiland heen op zoek naar aanwijzingen voor een schat die hij moest vinden. De schat bleek op 140 meter diepte in de Caribische Zee te liggen. Om hem te bemachtigen, daalde Klaas af met een kleine onderzoeksduikboot. Hierop zat een grijparm waarmee hij de schat kon pakken. Toen hij de kist opende, bleek er een fraai kompas in te zitten. |
| Duel tegen BN'er: GPS-tekenen tegen Tina de Bruin                       | Ja        | Voor dit duel werd een waterstoffiets gebruikt. Klaas en De Bruin moesten met behulp van een gps op hun fiets een figuur tekenen op een landkaart. Hiervoor kregen ze een half uur de tijd. Klaas won het duel. |

### Aflevering 10
Uitzenddatum: 6 november 2021
In deze aflevering zat geen duel.
| Item                                                   | Geslaagd? | Notities |
| ------------------------------------------------------ | --------- | --- |
| Bijna onmogelijke missie: file voorbij zonder omrijden | Ja        | In het vorige seizoen probeerde Klaas al een keer een file te ontwijken zonder om te rijden. Daarvoor ging hij op zoek naar een vliegende auto. De Nederlandse PAL-V was echter nog niet goedgekeurd om de lucht in te gaan. Een reis naar het buitenland was noodzakelijk om een apparaat te kunnen gebruiken dat al wel goedgekeurd was. Dit was op dat moment echter niet mogelijk door de heersende coronapandemie. Hierdoor kon de missie toen niet slagen. Toen het wel weer mogelijk werd om te reizen, maakte Klaas een reis naar Tsjechië om de missie af te maken met een speciaal soort gyrocopter. Deze was zowel goedgekeurd om te vliegen als om ook over de weg te rijden. Na een oefening in het rijden en vliegen van dit voer- en vliegtuig ineen was het moment aangebroken om de daadwerkelijke missie aan te gaan. Daarvoor reden Klaas en zijn instructeur eerst letterlijk een file in. Daarna stegen ze op, de file ontwijkend, om uiteindelijk bij hun eindbestemming (Olomouc) weer te landen. Zo slaagde deze missie alsnog. |
| Bijzonder beroep: schildpaddenconservator              | Ja        | Klaas reisde af naar Curaçao om daar twee dagen te werken als zeeschildpaddenconservator. Op de eerste dag hielp hij mee om plastic afval, dat was aangespoeld, op te ruimen. De tweede dag voer hij naar Klein Curaçao om daadwerkelijk zeeschildpadden te observeren. Eerst onderzocht hij het strand op zoek naar een nest. Daarna ging hij snorkelen om een zeeschildpad op de foto te krijgen. Klaas slaagde voor zijn taak. |

## Statistieken
| Type opdracht            | Aantal geslaagd | Slagingspercentage |
| ------------------------ | --------------- | ------------------ |
| Bijna onmogelijke missie | 9/10            | 90,0%              |
| Duel tegen BN'er         | 4/7             | 57,1%              |
| Bijzonder beroep         | 9/9             | 100,0%             |
| Totaal                   | 22/26           | 84,6%              |